# Карпов, Пётр Петрович
Пётр Петрович Карпов (28 июня 1866 — 13 сентября 1918, Ярославль) — русский военачальник, генерал-майор, военный руководитель Ярославского восстания.

## Биография
Родился 28 июня 1866 года в православной семье. Получил домашнее образование.
В военную службу вступил 18 мая 1885 года. Затем окончил Московское пехотное юнкерское училище, откуда был выпущен подпоручиком (ст. 01.09.1887) в 138-й пехотный Болховский полк. Поручик (ст. 01.09.1891). Делопроизводитель Павловского уездного воинского начальника (с 01.10.1893).
Штабс-капитан (ст. 01.05.1896). Уездный воинский начальник с 12 октября 1897 года. Старший адъютант управления Тамбовской местной бригады (с 30.11.1899). Капитан (ст. 06.05.1900). Помощник старшего адъютанта штаба Московского военного округа с 17 июля 1905 года.
Подполковник (пр. 1905; ст. 30.07.1905; за отличие). Секретарь штаба Московского военного округа (с 24.09.1905). Старший адъютант штаба Московского военного округа с 23.02.1907 по 02.11.1910. Полковник (пр. 1909; ст. 06.12.1909; за отличие). Затем находился в запасе 4 месяца и на апрель 1914 года находился в составе 181-го пехотного Остроленского полка.
Участник Первой мировой войны. В начале войны командовал 321-м пехотным Окским полком, затем командир 183-го пехотного Пултусского полка (на 02.04.1915, 01.05.1915). Генерал-майор (пр. 01.05.1915; ст. 28.11.1914; за отличия в делах…). Командир бригады 46-й пехотной дивизии (с 21.11.1915). Командующий 129-й пехотной дивизией (29.11.1916-04.05.1917).
«25-му корпусу была поставлена задача демонстративного наступления, на правом фланге. После артиллерийской подготовки, 46-я пехотная дивизия двинулась в атаку ведомая, идущим впереди всех атакующих цепей, своим храбрым генералом П. П. Карповым, с командирами полков, идущими в атаку впереди своих полков.
Моральный подъем был настолько велик и удар был настолько силен, что вместо демонстрации, дивизия проскочила через все линии неприятельских укреплений, как пыль смела всех их защитников и вышла далеко в тыл противнику. Дивизия остановилась и, не получая свыше абсолютно никаких приказаний, временно окопалась.
Подошедшие свежие германские резервы, в свою очередь, атаковали 46-ю дивизию, но безуспешно. Бой продолжался около суток и дивизия, не получая никакой поддержки, принуждена была отойти назад, теряя во время этого отхода, массу людей убитыми и ранеными.
Почему 3-я Гренадерская дивизия (3-я Гренадерская и 16-я дивизия составляли 25-й Армейский корпус), совершенно не поддержала 46-ю, почему вообще, не воспользовались этим нашим прорывом германского фронта, никто мне объяснить не мог. В результате этого несчастного, хотя и блестящего боя генерал Карпов был тяжело ранен. Командиры полков все выбыли из строя убитыми и ранеными, не считая колоссального числа убитых и раненых офицеров и солдат.
С такими грустными вестями я вернулся в свою 6-ю батарею».
В начале 1918 года прибыл в Ярославль, с семейством жил на Дворянской улице (ныне – проспект Октября), 30, кв.7. Один из руководителей Офицерского союза в Ярославле, опирающегося на военспецов, служивших в различных  учреждениях Ярославского военного округа, он насчитывал 120 человек. 
Принимал участие в Ярославском восстании 1918 года. Был начальником милиции города Ярославля, которая целиком перешла на сторону восставших, затем — начальник отдела городской самообороны. В ночь на 16 июля 1918 года принял командование войсками от полковника А. П. Перхурова. 
"2-го июля в зале Государственного банка состоялся военный совет. На нем присутствовало 28 генералов и 16 полковников.
Заседание совета открыл генерал. Перхуров и предложил избрать председателя. Председателем был избран генерал Карпов, бывший командир 25-го Армейского корпуса.
Генерал Перхуров как командующий армией сделал доклад о положении на фронте и, сказав, что дальше нельзя бездействовать, предложил членам совета высказаться по этому поводу.
После генерала Перхурова стал говорить генерал Карпов. Его мнения сводились к следующему:
Сидеть в Ярославле и защищаться до последней капли крови. Мы не одни — если все Поволжье еще не восстало, то должно восстать, и тогда большевики не справятся с нами. Мы всегда сможем опрокинуть их и двинуться на Москву.
Обратить должное внимание на мобилизацию и организацию. Сформировать 4 полка пехоты. Ввиду того, что в деле восстания главную роль сыграли не ярославцы, а приезжие из других мест, обратиться к жителям города с воззванием — всем стать под ружье.
Переговоры о мире с большевиками, предложенные через германских пленных офицеров, отвергнуть".
Городской голова Ярославля В. С. Лопатин дал на допросе в ЧК следующие показания: "Считаю, что город и его население явился жертвой грандиозной провокации, т.к. когда дела пошли плохо, то руководители штаба, состоявшие из посторонних Ярославлю военных лиц, поспешили из Ярославля скрыться с Перхуровым во главе, и во главе штаба явился совершенно до мятежа не причастный к военной организации, по его словам, которым я привык верить, генерал Петр Петрович Карпов, попавший как «кур во щи» в это дело. Карпова я знаю давно, но не близко, т.к. он был пом. командира Остроленского полка в бытность мою членом городской управы. Перхуров еще 3 (16) июля хотел увести всех добровольцев из города, но Карпов воспрепятствовал сему указанием на возможность расстрела добровольцев друг другом, т.к. часть их сочла бы такой уход как бегство".
Исчерпав возможности к сопротивлению, повстанцы во главе с Карповым сдались 21 июля германской комиссии военнопленных № 4, во главе с обер-лейтенантом Балком, который на следующий день выдал весь штаб повстанцев и большинство рядовых участников советскому Чрезвычайному штабу Ярославского фронта.
Пётр Петрович Карпов был расстрелян в Ярославле вместе с другими повстанцами 13 сентября 1918 года (по другой версии — немедленно после ареста, 22 июля).
Жена — Вера Робертовна Гернберг (1871 - ?).

## Награды
- Награждён орденом Св. Георгия 4-й степени (18 июля 1915).
- Также награждён орденами Св. Станислава 3-й степени (1899); Св. Станислава 2-й степени (1911); мечами к нему (1914); Св. Анны 3-й степени с мечами и бантом (1914); Св. Владимира 4-й степени с мечами и бантом (1915); Св. Анны 2-й степени с мечами (1915); Св. Станислава 1-й степени с мечами (ВП 08.1915); Св. Владимира 3-й степени с мечами (ВП 02.04.1915); Св. Анны 1-й степени с мечами (1917). .